# استضاءة

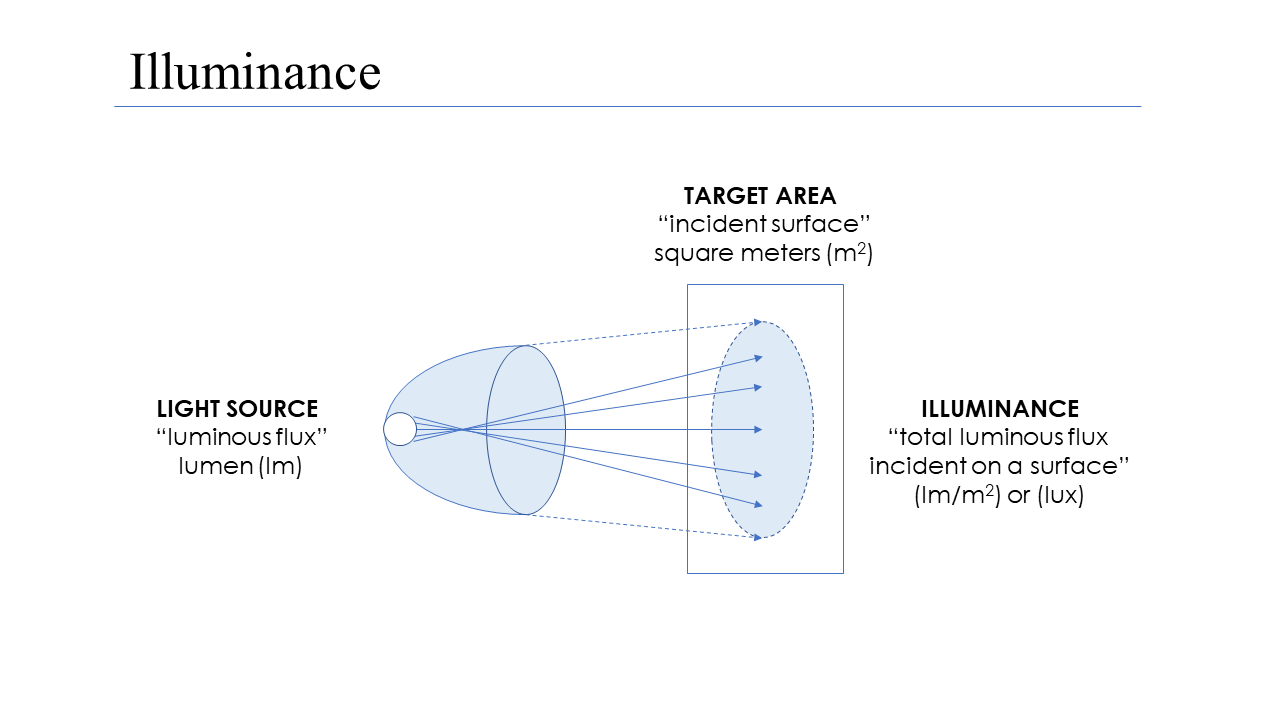
مخطط الإضاءة مع الوحدات والمصطلحات.

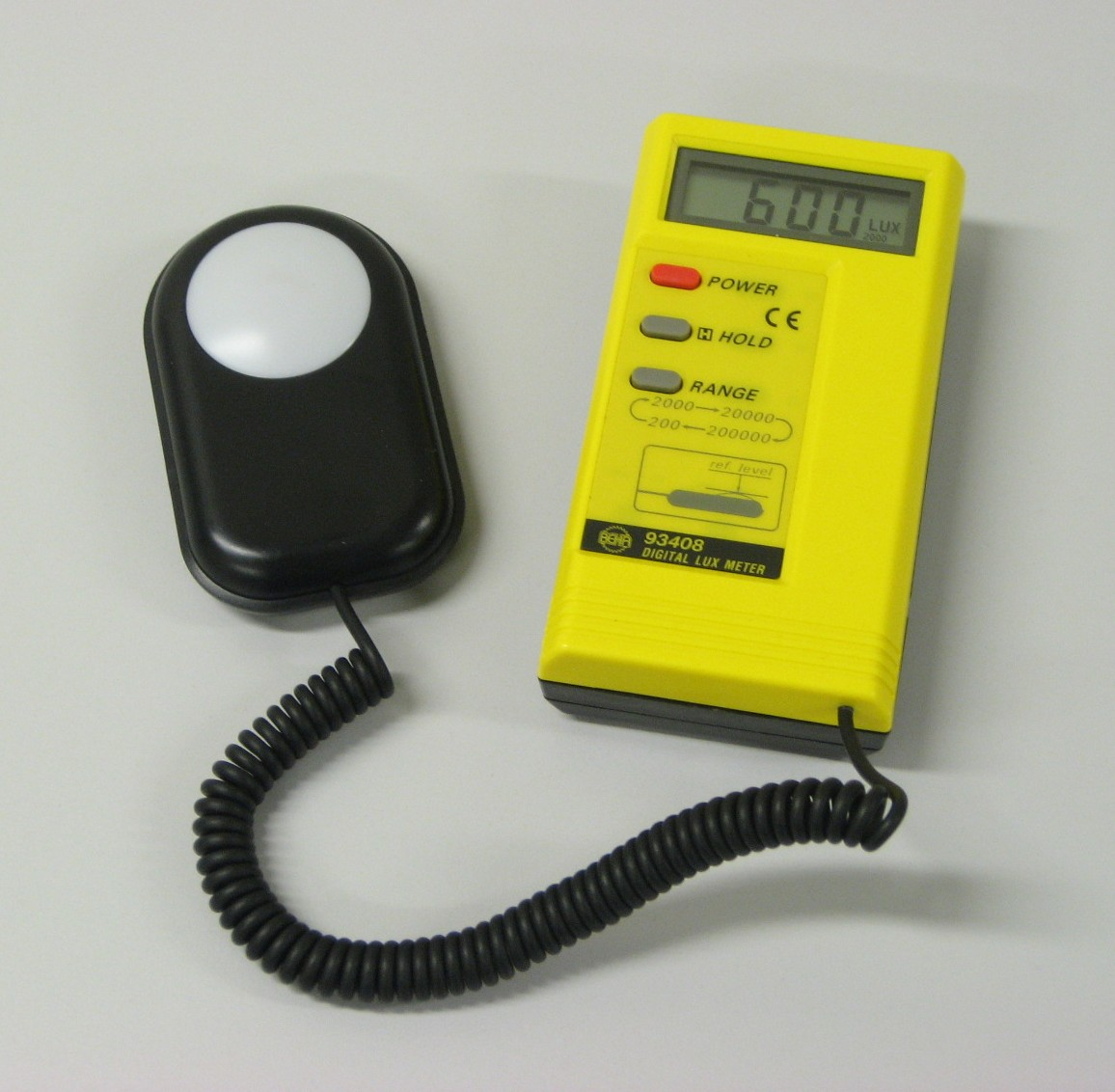
مقياس الاستضاءة (لكس متر) من أجل قياس الاستضاءة في بيئة العمل

في علم القياس الضوئي، الاستضاءة أو  الاستضائية أو شدة الاستضاءة أو الاستنارة أو كثافة التدفق الضوئي (بالإنجليزية: Illuminance أو Illumination)‏ هي التدفق الضوئي الساقط على سطح ما في وحدة المساحة. وهي قياس لشدة الضوء الساقط، الطول الموجي معايراً وفقًا لدالة الضياء لترتبط مع إدراك البشر للسطوع. وعلى نحو مشابه، معامل الانبعاث الضوئي أو معامل الإصدار الضوئي (بالإنجليزية: Luminous emittance أو Luminous exitance)‏ هو التدفق الضوئي المنبعث من سطح ما لكل وحدة مساحة .
تقاس الاستضاءة وفق الوحدات الدولية المشتقة باللكس أو اللومن/المتر المربع (cd·sr·m−2). وفي نظام سم.غ.ثا، وحدة الاستضاءة هي فوت، التي تعادل 10000 لكس. وحدة قدم شمعة هي وحدة غير مترية للاستضاءة تستخدم في التصوير الضوئي.
تستطيع العين البشرية أن ترى الأشعة أن تميز الكائنات البيضاء الصغيرة إلى حد ما تحت ضوء النجوم، تقريبا عند 5×10−5 لكس، بينما يمكننا قراءة نص كبير على 108 لكس أو ما يعادل 1000 مرة الأشعة المباشرة الصادرة من الشمس، على الرغم من أن هذا قد يكون مزعجا للغاية ويسبب أضرارا على المدى الطويل.

## مستويات الإضاءة الشائعة
| حالة الإضاءة       | قدم شمعة | لكس    |
| ------------------ | -------- | ------ |
| ضوء النهار         | 1,000    | 10,000 |
| يوم ملبد بالغيوم   | 100      | 1,000  |
| يوم مظلم جدا       | 10       | 100    |
| الشفق              | 1        | 10     |
| أوج الشفق          | 0.1      | 1      |
| قمر كامل           | 0.01     | 0.1    |
| ربع قمر            | 0.001    | 0.01   |
| ليلة مضاءة بالنجوم | 0.0001   | 0.001  |

## علوم الفلك
في علم الفلك، يستخدم استضاءة النجوم كمقياس على سطوعها من خلال المعادلة التالية:
{\displaystyle E_{\mathrm {v} }=10^{(-14.18-M_{\mathrm {v} })/2.5}}
حيث
- Ev هو الإضاءة بوحدة اللكس
- Mv هو القدر الظاهري

المعادلة العكسية هي:
{\displaystyle M_{\mathrm {v} }=-14.18-2.5\log(E_{\mathrm {v} })}.

## اقرأ أيضًا
- قدم شمعة
- فوت (وحدة قياس)
- كفاءة كهربائية
- الفيض الضوئي
- إضاءة في علم الفلك